# Past Masters
Albums de The Beatles
Only The Beatles...
(1986) Live at the BBC
(1994)
Past Masters est une compilation en deux volumes du groupe britannique The Beatles, commercialisée le 7 mars 1988 aux États-Unis et le lendemain au Royaume-Uni, pour compléter la réédition des albums originels sur CD. Pour la même occasion, ces deux collections ont été publiées sur des 33 tours doubles et en cassettes audio. Ces compilations seront remastérisées et combinées en CD double en 2009 et en triple 33 tours en 2012.
Les Past Masters réunissent les chansons principalement publiées sur des singles (format 45 tours). Cette publication complète la discographie des Beatles dans la mesure où ces titres n'étaient pas présents sur les treize albums officiels sortis durant leurs sept années d'enregistrements. On y retrouve toutefois quelques chansons parues sur leurs 33 tours mais éditées en single dans des versions différentes. 
Plusieurs pièces de cette compilation, dont la plupart des faces A, se sont classées no 1 dans les hit-parades des deux côtés de l'Atlantique.

## Historique
Après la sortie de Please Please Me, leur premier album, les singles que les Beatles publiaient en Angleterre ne comprenaient habituellement que des chansons inédites. Avec quelques autres titres particuliers, une trentaine de chansons étaient donc absentes de leurs 33 tours originels bien que la plupart ont été placées sur les éditions américaines. Plusieurs se sont retrouvées au sommet des palmarès et ont éventuellement aboutis sur des compilations de leurs meilleurs succès (A Collection of Beatles Oldies sortie en 1966, The Beatles 1962-1966 et 1967-1970 en 1973 ou même 20 Greatest Hits en 1982). Les « face B », par contre, étaient habituellement laissées de côté. Les disques américains Magical Mystery Tour et Hey Jude, qui se sont retrouvés à l'époque en magasin partout dans le monde, ont rassemblé quelques-unes de ces chansons « perdues », mais encore une fois, la collection n'était pas complète. Ces deux disques ne seront pas inclus lorsqu'en 1978, EMI publie pour la première fois un boîtier qui renfermait tous les 33-tours originels des Beatles. Pour permettre l'inclusion des autres chansons, on créera le disque Rarities qui en regroupait plusieurs, mais pas celles qui se retrouvaient sur ces deux disques américains ni sur les compilations.
Avec l'arrivée de l'ère numérique, Apple Records profite de l'occasion pour uniformiser la discographie du groupe. Les albums originels britanniques sont publiés sur CD entre février et octobre 1987 incluant, par contre, la version américaine de Magical Mystery Tour. Les deux volumes Past Masters sont mis en marché début mars 1988 pour rassembler toutes les chansons qui n'apparaissaient pas sur ces albums, complétant ainsi la discographie du groupe. Le 19 mars 1988, le volume 1 a atteint la 49e position du palmarès britannique et la 149e aux États-Unis et le volume 2, les 46e et 121e pour ensuite disparaître des listes la semaine suivante. 
Lors de la réédition de 2009, cette collection remastérisée, maintenant combinées en un CD double, a atteint, le 13 septembre, la 31e position et est demeurée dans les charts britannique pour trois semaines, mais est entrée dans les listes américaines à la 177e place en janvier 2010 pour atteindre la 154e place la semaine suivante pour y disparaître aussitôt. Le 13 novembre 2012, une version 33 tours de cette collection est publiée, mais cette fois sur un album triple en vinyle 180 grammes.

## Disque 1

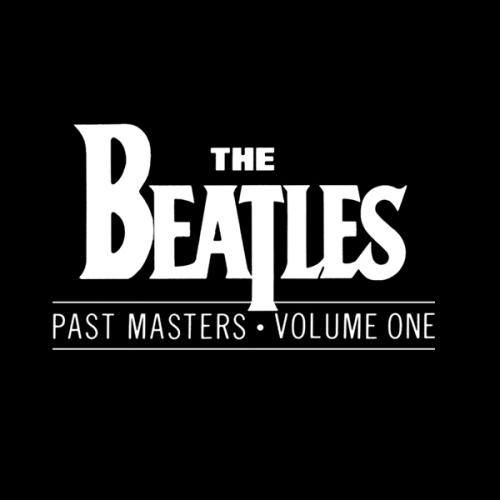
Reproduction de la pochette d'origine de l'édition de 1988.

Originellement publié en CD sous le titre Past Masters, Volume One, le disque 1 contient des chansons publiées par les Beatles entre octobre 1962 et juillet 1965 qui ne figuraient pas sur les albums britanniques. Une exception étant Love Me Do qui apparaît ici sous sa version originelle du single enregistré le 4 septembre 1962 avec Ringo Starr à la batterie; les bandes magnétiques étant disparues, cette version est tirée du repiquage d'un 45 tours. Sur la version de l'album, c'est Andy White qui, à l'invitation de George Martin, s'occupe de la rythmique. On retrouvera, sur la compilation Anthology 1, une troisième version de cette même pièce, enregistrée le 6 juin 1962, lors de leur première séance aux studios de la EMI avec Pete Best comme batteur. 
Le disque, qui inclut quatre reprises, dont deux de Larry Williams, contient chronologiquement :
- Onze titres issus de leurs singles britanniques (faces A ou B) ;
- Les réinterprétations des chansons I Want to Hold Your Hand et She Loves You traduites et publiées sur un 45-tours allemand ;
- Les quatre titres issus du E.P. Long Tall Sally ;
- La chanson Bad Boy publiée sur l’album américain Beatles VI[n 2].

### Liste des chansons
Toutes composées par Lennon/McCartney, sauf indication contraire. Les chansons sont en stéréo sauf mention « mono » (Les pistes 2 et 3 étaient présentées en mono lors de la publication de 1988 mais en stéréo pour la réédition de 2009).
1. Love Me Do (face A du 45 tours du 5 octobre 1962, couplé à P.S. I Love You, mono)
2. From Me to You (face A du 45 tours du 11 avril 1963)
3. Thank You Girl (face B du 45 tours du 11 avril 1963)
4. She Loves You (face A du 45 tours du 23 août 1963, mono)
5. I'll Get You (face B du 45 tours du 23 août 1963, mono)
6. I Want to Hold Your Hand (face A du 45 tours du 29 novembre 1963)
7. This Boy (face B du 45 tours du 29 novembre 1963)
8. Komm, Gib Mir Deine Hand (Lennon/McCartney, Nicolas, Heller[n 3],[8]) (face A du 45 tours allemand du 5 mars 1964)
9. Sie Liebt Dich (Lennon/McCartney, Nicolas, Montague[n 4],[9],[10]) (face B du 45 tours allemand du 5 mars 1964)
10. Long Tall Sally (Johnson, Penniman, Robert Blackwell) (maxi éponyme du 19 juin 1964)
11. I Call Your Name (maxi Long Tall Sally du 19 juin 1964)
12. Slow Down (Larry Williams) (maxi Long Tall Sally du 19 juin 1964)
13. Matchbox (Carl Perkins) (maxi Long Tall Sally du 19 juin 1964)
14. I Feel Fine (face A du 45 tours du 27 novembre 1964)
15. She's a Woman (face B du 45 tours du 27 novembre 1964)
16. Bad Boy (Larry Williams) (tiré de l'album américain Beatles VI du 14 juin 1965)
17. Yes It Is (face B du 45 tours, couplé à Ticket to Ride du 9 avril 1965)
18. I'm Down (face B du 45 tours, couplé à Help! du 23 juillet 1965)

## Disque 2

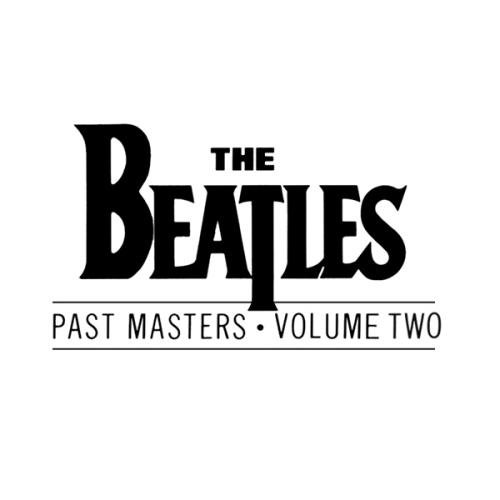
Fac-similé de la pochette du « volume deux ».

Ce second disque, originellement intitulé Past Masters, Volume Two, contient les titres sortis entre décembre 1965 et mars 1970, pour la plupart publiés en singles inédits. Par contre, les chansons Revolution, Across the Universe, Get Back et Let It Be figuraient déjà sur leurs albums originels. Ces deux dernières sont produites, respectivement, par Glyn Johns et George Martin, différentes de celles présentes dans l'album Let It Be. Le titre Across the Universe apparaissait en stéréo sur un 33 tours caritatif comprenant des enregistrements de différents artistes britanniques au profit du Fonds mondial pour la nature. Plus tard, une autre version remixée par Phil Spector se retrouvera aussi sur la bande-son Let It Be. Quant au titre Revolution, il s'agit ici de sa version « rock », enregistrée après le Revolution 1 à saveur blues qui figure sur l'« Album blanc ». 
Aucun 45 tours de l'année 1967 n'est présent sur le Past Masters. Ceci est dû à la disparité entre les versions anglaise et américaine de l'album Magical Mystery Tour. La version publiée en Grande-Bretagne est un double E.P. contenant six des sept titres inédits qui apparaissent dans le téléfilm.  En Amérique du Nord, en revanche, ces six titres sont placés sur la face A du 33 tours publié par Capitol Records et, sur la face B, on ajoute 5 chansons tirées de ces singles. Le 45 tours Hello Goodbye/I Am the Walrus (cette dernière chanson étant déjà sur le double E.P.), qui étaient entendues dans le téléfilm, a été publié pour en faire la promotion. Penny Lane/Strawberry Fields Forever avait été publié avant la sortie du disque Sgt. Pepper's Lonely Hearts Club Band et All You Need Is Love/Baby You're a Rich Man quelques semaines après, à la suite de la diffusion mondiale de l'émission Our World (en) où la face A fut jouée et enregistrée en direct. Rapidement, les ventes en Angleterre de la version 33 tours importée d’outre mer dépassent celle du double E.P. Finalement, le 4 décembre 1976, EMI publie à son tour la version augmentée mais sans l'inclure dans le boîtier The Beatles Collection paru deux ans plus tard. Lors des rééditions en CD de 1987 et de 2009, c’est la version américaine de l’album qui figurera dans la collection officielle.  

### Liste des chansons
Les chansons sont toutes signées Lennon/McCartney, sauf indication contraire, et éditées en stéréo sauf mention « mono ».
1. Day Tripper (single « double face A » du 3 décembre 1965)
2. We Can Work It Out (single « double face A » du 3 décembre 1965)
3. Paperback Writer (face A du single 10 juin 1966)
4. Rain (face B du single du 10 juin 1966)
5. Lady Madonna (face A du single du 15 mars 1968)
6. The Inner Light (Harrison) (face B du single du 15 mars 1968)
7. Hey Jude (face A du single du 30 août 1968)
8. Revolution (version « rock », face B du single du 30 août 1968)
9. Get Back (version « single », face A, 11 avril 1969)
10. Don't Let Me Down (face B du single du 11 avril 1969)
11. Ballad of John and Yoko (face A du single du 30 mai 1969)
12. Old Brown Shoe (Harrison) (face B du single du 30 mai 1969)
13. Across the Universe (version publiée le 12 décembre 1969 sur un album de charité intitulé No One's Gonna Change Our World (en))
14. Let It Be (version « single », face A, 6 mars 1970)
15. You Know My Name (Look Up the Number) (face B du single du 6 mars 1970, mono)

## Mono Masters

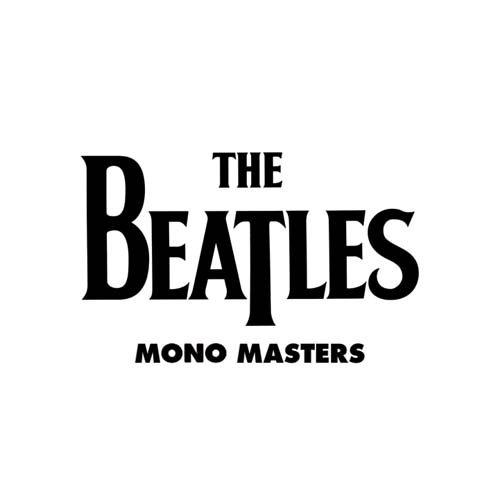
La pochette du disque Mono Masters.

Lors de la réédition du catalogue complet des Beatles en 2009, le boîtier The Beatles in Mono était disponible en édition limitée. Les albums Yellow Submarine, Abbey Road et Let It Be ne sont pas inclus étant sortis exclusivement en stéréo. Une version de Past Masters en son monophonique a été publiée sous le nom Mono Masters. On y retrouve sensiblement les mêmes chansons, à part The Ballad of John and Yoko, Old Brown Shoe et Let It Be qui sont laissées de côté puisqu'elles n'ont été mixées qu'en stéréo. Par contre, on y a  rajouté les quatre titres inédits du disque Yellow Submarine (pistes 9 à 12) qui furent mixées en mono à l'époque pour une éventuelle sortie en maxi avec la version mono Wildlife de Across the Universe, incluse ici aussi, mais qui n'a jamais vu le jour.
Pour la première fois, le 8 septembre 2014 en Angleterre et en Amérique du Nord le lendemain, on publie sur trois disques cette collection en format 33-tours vinyle 180 grammes. Les huit  chansons ci-dessous se retrouvent sur le dernier disque, quatre sur chaque face.

### Liste des chansons
Les deux disques mono possèdent, dans l'ordre, les mêmes chansons que la version stéréo sauf pour les huit dernières sur le disque 2 que voici :
1. Only a Northern Song (version inédite)
2. All Together Now (version inédite)
3. Hey Bulldog (version inédite)
4. It's All Too Much (version inédite)
5. Get Back (version « single », face A, 11 avril 1969)
6. Don't Let Me Down (face B du single du 11 avril 1969)
7. Across the Universe  (version inédite)
8. You Know My Name (Look Up the Number) (face B du single du 6 mars 1970)